# Alf Hedeman
Alfred Hugo Hedeman, né le 13 août 1880 à Burwood et mort le 8 janvier 1965, est un joueur de tennis australien.
Il a notamment remporté les Internationaux d'Australie en 1913, en double messieurs avec Ernie Parker et a atteint la finale en simple huit ans plus tard, perdue contre Rhys Gemmell. Ce sont ses seules participations au championnat australien, années où il s'est tenu à Perth, ville dans laquelle il résidait. Dans le civil, il a travaillé dans le domaine bancaire jusqu'à sa retraite en 1940.

## Palmarès (partiel)

### Finale en simple messieurs
| No | Date       | Nom et lieu du tournoi            | Catégorie | Surface      | Vainqueur    | Score         |  |
| -- | ---------- | --------------------------------- | --------- | ------------ | ------------ | ------------- |  |
| 1  | 26-12-1921 | Australasian Championships, Perth | G. Chelem | Gazon (ext.) | Rhys Gemmell | 7-5, 6-1, 6-4 |  |

### Titre en double messieurs
| No | Date       | Nom et lieu du tournoi           | Catégorie | Surface      | Partenaire   | Finalistes              | Score              |  |
| -- | ---------- | -------------------------------- | --------- | ------------ | ------------ | ----------------------- | ------------------ |  |
| 1  | 11-11-1913 | Australasian Championships Perth | G. Chelem | Gazon (ext.) | Ernie Parker | Harry Parker Ray Taylor | 8-6, 4-6, 6-4, 6-4 |  |